# バヌアツ航空
バヌアツ航空（バヌアツこうくう、英語: Air Vanuatu）は、バヌアツのフラッグ・キャリアで首都ポートビラにあるポートビラ・バウアフィールド空港を本拠地とする航空会社。オセアニア地域を中心に運航している。航空券の座席予約システム（CRS）は、アマデウスITグループが運営するアマデウスを利用している。

## 歴史
- バヌアツがイギリスとフランスからの独立した後、1980年にニューヘブリデス航空として設立された。
- 1981年に現在のバヌアツ航空に社名変更。その後、島内28空港を結ぶ国内線とオセアニア各国へ路線網を築いた。
- 2015年、ニューギニア航空、ソロモン・エアラインズと3社共同で、航空サービスやプロモーションを展開することで合意した[2]。
- 2016年11月9日、ATR 72-600の運航を開始した。
- 2018年6月中旬から2020年1月まで、ナウル航空からボーイング737-300を1機リースし、国際線の座席提供数を増加させた[3]。
- 2019年2月26日、エアバスA220-100/-300を合計4機確定発注した[4]。
- 2023年3月31日、国際線として運用している唯一の機体であるボーイング737-800が豪ブリズベン空港に到着後、機体不具合により運航出来なくなった。そのため、以降は代替運航として地域パートナーシップ提携他社であるナウル航空のボーイング737-300やソロモン航空のエアバスA320を自社便運航の合間に乗員込みのウェットリース運航していた[5][6]。
- 2024年5月9日、運航を停止し、会社清算手続き入りした[7][8]。
- 2024年10月、バヌアツの「AV3 Limited」という民間企業[注釈 1]がバヌアツ航空を買収し、国内線の運航を再開したが[10]、債務の支払い遅れや運行遅延などのトラブルが続いており、2025年6月現在も依然経営は不安定な状態が続いている[11]。

## 保有機材
| 機種      | 保有数 | 座席数 | 備考 |
| --------- | ------ | ------ | ---- |
| ATR72-600 | 1      | 70     |      |
| DHC-6-300 | 3      | 19     |      |
| 合計      | 4      |        |      |

### 過去の保有機材
| 機種                     | 合計数 | 期間      |
| ------------------------ | ------ | --------- |
| ATR42-300                | 1      | 2003-2009 |
| ボーイング737-300        | 2      | 1998-2008 |
| ボーイング737-400        | 1      | 1992-1998 |
| ボーイング737-800        | 2      | 2008-2024 |
| マクドネル・ダグラスDC-9 | 1      | 1981-1982 |
| サーブ2000               | 1      | 1998-1999 |

## 就航都市
2009年当時
- オーストラリア
  - ブリスベン (ブリスベン国際空港)
  - メルボルン (メルボルン空港)
  - シドニー(キングスフォード・スミス国際空港)
- ニュージーランド
  - オークランド (オークランド国際空港)
- ニューカレドニア
  - ヌーメア (トントゥータ空港)

## コードシェア
バヌアツ航空は下記の航空会社とコードシェアを行っている。
- フィジー・エアウェイズ
- ニュージーランド航空